# Aeropuerto de Wemindji
El Aeropuerto de Wemindji (del inglés: Wemindji Airport) (IATA: YNC, OACI: CYNC) está ubicado cerca a Wemindji, Quebec, Canadá.

## Aerolíneas y destinos
- Air Creebec
  - Montreal / Aeropuerto Internacional de Montreal-Trudeau